# Saalfelden am Steinernen Meer
Saalfelden am Steinernen Meer – miasto w Austrii w kraju związkowym Salzburg, w powiecie Zell am See. Zamieszkane przez 16235 osób (1 stycznia 2015). Duży ośrodek sportów zimowych. W 1958 odbyły tu się pierwsze w historii mistrzostwa świata w biathlonie. W 1988 i 1999 odbyły się tu Mistrzostwa Świata juniorów w narciarstwie klasycznym. W latach 90. XX wieku kilkakrotnie rozgrywano zawody Pucharu Świata w kombinacji norweskiej.

## Współpraca
Miejscowość partnerska:
- Grimbergen, Belgia